# Tassoultante
Tassoultante  (in arabo تسلطانت‎?) è un centro abitato e comune rurale del Marocco situato nella prefettura di Marrakech, regione di Marrakech-Safi. Conta una popolazione di 71 172 abitanti (censimento 2014).